# メンズウェア (バンド)
メンズウェア（MenswearもしくはMenswe@r）は、イギリスのロックバンド。

## 概要
1994年結成。デビュー前にしてメディアから「ブリットポップ期待の大型新人バンド」として、大きく取り上げられるというハイプ現象を巻き起こした。またメンバーの端正なルックスも影響して、とりわけ日本では本国イギリス以上に人気が加熱した。しかしブリットポップの終焉に比例するように急速に人気が下降していき、1998年に早くも解散。今では「ブリットポップの徒花」としてその名を残しており、ブリットポップの負の側面を象徴する存在として語られることも少なくない。

## 来歴

### 結成から解散まで
1994年、ロンドンにて結成。当時はブリットポップ・ムーブメントの真っ只中ということもあって、1995年の初ライヴ時には23社ものレコード会社が集結した。しかしそのライヴの出来があまりにひどかったため、ほとんどのレコード会社からは見放されたものの、バンドの将来性を見込んだロンドン・レコードと総額75万ポンド（当時の日本円換算で1億円超）で契約を結ぶという幸運なスタートを切る。
デビュー・シングルすらリリースしないうちに音楽誌の表紙を飾り、『トップ・オブ・ザ・ポップス』にも出演するなどして一躍世間の注目を集め、限定5000枚でリリースされたデビュー・シングル「I'll Manage Somehow」（レーベルはロンドン・レコード傘下のローレル）は、数時間で完売した。その後も代表曲「デイドリーマー」、「スターダスト」といったシングルをヒットチャートに送り込み、同年発表のファースト・アルバム『ニューサンス』では、ブラーやパルプ、エラスティカらに通じるニュー・ウェイブ・サウンドを聴かせた。またアルバム発売後にシングルカットされた「ビーイング・ブレイヴ」は、全英チャートのトップテン入りを果たした。
ちなみにメンバーのルックスの良さもあって、当時日本では女性ファンを中心に人気を集めていた。『rockin'on』を始めとした様々な音楽雑誌の表紙を飾ったうえに、読者投票では軒並みスーパーグラスらを押さえ最優秀新人に選ばれた。また日本のビールのCMソング「アイム・フーチ」を書き下ろしたりと、日本ではブリットポップの象徴的存在だったといえる。
しかし徐々にメディアからは「ハイプ」「見かけだけで中身のないバンド」などと非難の嵐を受けるようになっていき、徐々にメンズウェアは失速していく。1996年に「髪形ばかり気にするドラマーとは一緒にやっていけない」と言う不可解な理由でマットの脱退（クビ）を発表。そして新メンバーの加入を経た直後のシングル「ウィー・ラヴ・ユー」発表後、セカンド・アルバムを録音したものの、その出来に満足できなかったロンドン・レコードから契約を解除されてしまう。
1998年に、3年ぶりとなるセカンド・アルバム『アイ・ティエンポ』を発表。前作とはかけ離れた落ち着いたカントリー・ロック路線のアルバムに仕上がっていたが、本国では契約先が見つからなかったため、結局日本のみでリリースされた。しかしその日本でもあまり売れなかった。ほどなくしてメンズウェアは解散となった。

### 解散後
- ジョニー・ディーンは、ベーシストのスチュアートやエラスティカのメンバーとMessiahというバンドを結成し、2000年頃まで活動していた[3]。その後は携帯電話の着メロの会社に勤務していたともいわれる。
- サイモン・ホワイトは、しばらく服の卸売業をした後、メンズウェアでの経験を生かして音楽業界のマネージャー業に転身。これまでにブロック・パーティ、フェニックス、ザ・レモン・ツイッグスらを手がけている。
- クリス・ジェントリーは、インディー・バンドのVatican DCのメンバーとして活動したのち、サイモンと合流してマネージャー業に転身している。2児の父。
- マット・エヴェレットはバンド脱退後にモントローズ・アヴェニューに加入したが、すぐに解散。2002年からは音楽ラジオDJに転身、BBCで帯番組を持つなど活躍している。

### 後日談
『rockin'on』2005年3月号において、元メンバーのサイモン・ホワイトがインタビューに応じている。それによると、メンズウェア解散後に、10万ポンドで再結成ライブをやらないかという話が持ちかけられ、サイモンがメンバー全員をディナー・パーティに招待したものの、ある者は既にひどく酒に酔っており、またある者は体調が悪くて何も食べられず、残りの2人は最初から最後まで言い争いするなど散々なもので、結局は実現しなかったという。
また、ジ・オーディナリー・ボーイズのメンバーから「メンズウェアのファンだったんです」と言われ握手を求められたり、自身がマネージャーを務めていたブロック・パーティのケリー・オケレケからは「僕がはじめて行ったライブはメンズウェアで……」と打ち明けられたという。

### 近年
2013年、フロントマンのジョニー・ディーンはJohnny Dean and The Nuis@nce Band名義で、6月に英自閉症協会支援のための、8月にはPMA Sport's Academy支援のためのチャリティーギグを行った（ディーンは2008年にアスペルガー症候群の診断を受けており、二次障害の鬱に長年悩まされているとインタビューで語っている）。それをきっかけに、ジョニーはこの時のライブ・メンバーとメンズウェアとして活動を再開（オリジナル・メンバーはジョニーのみ）、シングル・リリースや散発的にライブを行った後、再び活動を停止した。
2020年、アルバム『ニューサンス』発売25周年を記念したアナログ盤や、『アイ・ティエンポ』のアナログ盤、キャリアを総括したボックスセットが発売されている。

## メンバー
オリジナル・メンバー
- ジョニー・ディーン (Johnny Dean、本名: John Hutchinson Dean、1971年12月12日) - ボーカル (1994年-1998年、2013年–2015年)
- サイモン・ホワイト (Simon White、本名: Simon Ian White、1974年7月1日) - ギター、バック・ボーカル (1994年-1998年)
- クリス・ジェントリー (Chris Gentry、本名: Christopher Gentry、1977年2月23日) - ギター (1994年-1998年)
- スチュアート・ブラック (Stuart Black、本名: Stuart Lee Black、1974年4月1日) - ベース (1994年-1998年)
- トッド・パーメンター (Todd Parmenter) - ドラム (1994年)

後に加入したメンバー
- マット・エヴェレット (Matt Everett、本名: Matthew Stephen Everett、1972年8月13日) - ドラム (1994年-1996年)
- ダレン・"タッド"・タッドゲイ (Darren Tud Tudgaye) - ドラム (1996年-1998年)
- ポール・フレッチャー (Paul Fletcher) - キーボード (1996年-1998年)

## ディスコグラフィ

### スタジオ・アルバム
- 『ニューサンス』 - Nuisance (1995年) ※全英11位、オリコン25位
- 『アイ・ティエンポ』 - ¡Hay Tiempo! (1998年)

### シングル
- "I'll Manage Somehow" (1995年) ※全英49位
- 「デイドリーマー」 - "Daydreamer" (1995年) ※全英14位
- 「スターダスト」 - "Stardust" (1995年) ※全英16位
- 「スリーピング・イン」 - "Sleeping In" (1995年) ※全英24位
- 「ビーイング・ブレイヴ」 - "Being Brave" (1996年) ※全英10位
- 「ウィー・ラヴ・ユー」 - "We Love You" (1996年) ※全英22位
- "Crash '14" (2014年)